# Eulasia kordestana
Eulasia kordestana is een keversoort uit de familie Glaphyridae. De wetenschappelijke naam van de soort is voor het eerst geldig gepubliceerd in 2004 door Mitter.